# All-Ireland Senior Football Championship 1952
L'All-Ireland Senior Football Championship del 1952 fu l'edizione numero 66 del principale torneo irlandese di calcio gaelico. Cavan si impose per la quinta volta nella sua storia, l'ultima fino al 2014.

## Risultato

### Connacht
| 13 luglio 1954 Finale | Roscommon | 1-6 – 0-6 | Mayo | Roscommon (15.000 spett.) |

### Leinster
| Dublino 13 luglio 1952 Finale | Meath | 1-6 – 0-8 | Louth | Croke Park |

### Munster
| 1952 Finale | Cork | 0-11 – 0-2 | Kerry |  |

### Ulster
| 27 luglio 1952 Finale | Cavan | 1-8 – 0-8 | Monaghan | Cavan (30.000 spett.) |

### All-Ireland Championship
| Dublino 3 agosto 1952 Semifinale | Meath | 1-6 – 0-7 | Roscommon | Croke Park (41.231 spett.) |

| Dublino 17 agosto 1952 Semifinale | Cavan | 0-10 – 0-3 | Cork | Croke Park |

| Dublino settembre 1952 Finale | Cavan | 2-4 – 1-7 | Meath | Croke Park (64.200 spett.) |

| Dublino 12 ottobre 1952 Finale-replay | Cavan | 0-9 – 0-5 | Meath | Croke Park (62.515 spett.) |